# Демирок, Угур
Угур Демирок (тур. Uğur Demirok; 8 июля 1988 года, Стамбул) — турецкий футболист, защитник клуба «Эюпспор». Выступал за сборную Турции.

## Клубная карьера
Угур Демирок — воспитанник футбольного клуба «Галатасарай» из своего родного города. 1 апреля 2006 года он дебютировал в турецкой Суперлиге, выйдя на замену в самой концовке домашнего поединка против «Генчлербирлиги». Сезон 2006/07 Угур Демирок провёл на правах аренды за «Газиантепспор», но сыграл за него лишь в двух матчах Суперлиги. В следующих сезонах он играл за клубы Первой и Второй лиг «Истанбулспор», «Бейлербейи» и «Карталспор», также будучи в аренде. Летом 2011 года Угур Демирок перешёл в команду Первой лиги «Акхисар Беледиеспор», с которой по итогам чемпионата 2011/2012 выиграл лигу и вышел в Суперлигу. 9 января 2013 года он забил свой первый гол на высшем уровне, ставший единственным и победным в домашней игре с «Антальяспором». В январе 2015 года Угур Демирок стал футболистом «Трабзонспора». Сезон 2015/16 он провёл на правах аренды за «Османлыспор», а летом 2018 года перешёл в «Коньяспор».

## Карьера в сборной
5 марта 2014 года Угур Демирок дебютировал в составе сборной Турции в домашнем товарищеском матче против команды Швеции, выйдя на замену в самой концовке.

## Достижения
«Акхисар Беледиеспор»
- Победитель Первой лиги Турции: 2011/12